# Nil Riudavets
Nil Riudavets Victory (3 de abril de 1996) es un deportista español que compite en triatlón adaptado. Ganó una medalla de bronce en los Juegos Paralímpicos de París 2024, en la prueba PTS4.

## Palmarés internacional
| Juegos Paralímpicos | Juegos Paralímpicos | Juegos Paralímpicos | Juegos Paralímpicos |
| Año                 | Lugar               | Medalla             | Prueba              |
| ------------------- | ------------------- | ------------------- | ------------------- |
| 2024                | París (Francia)     | Medalla de bronce   | PTS4                |